# Glomus tenebrosum
Glomus tenebrosum är en svampart som först beskrevs av Roland Thaxter, och fick sitt nu gällande namn av S.M. Berch 1983. Glomus tenebrosum ingår i släktet Glomus och familjen Glomeraceae.   Inga underarter finns listade i Catalogue of Life.